# Rabostan, Eskilstuna
Rabostan är en by i Västermo socken, Eskilstuna kommun, omkring 3 kilometer väster om Västermo kyrka i Eskilstuna kommun. Från 2015 avgränsar SCB här en småort.
Rabostan ligger i utkanten av byn Vi:s ägor. Här låg tidigare byns soldattorp och ett antal dagsverkstorp och backstugor. Under 1800-talet förvandlades bebyggelsen här till ett lokalt centrum för bebyggelsen i västra Västermo socken. Slaktaren, skomakaren, skräddaren och snickaren slog sig ned här, affär, ålderdomshem, baptistkapell, såg, kvarn och snickerifabrik etablerades i området.